# Fortification de Dorchester Heights

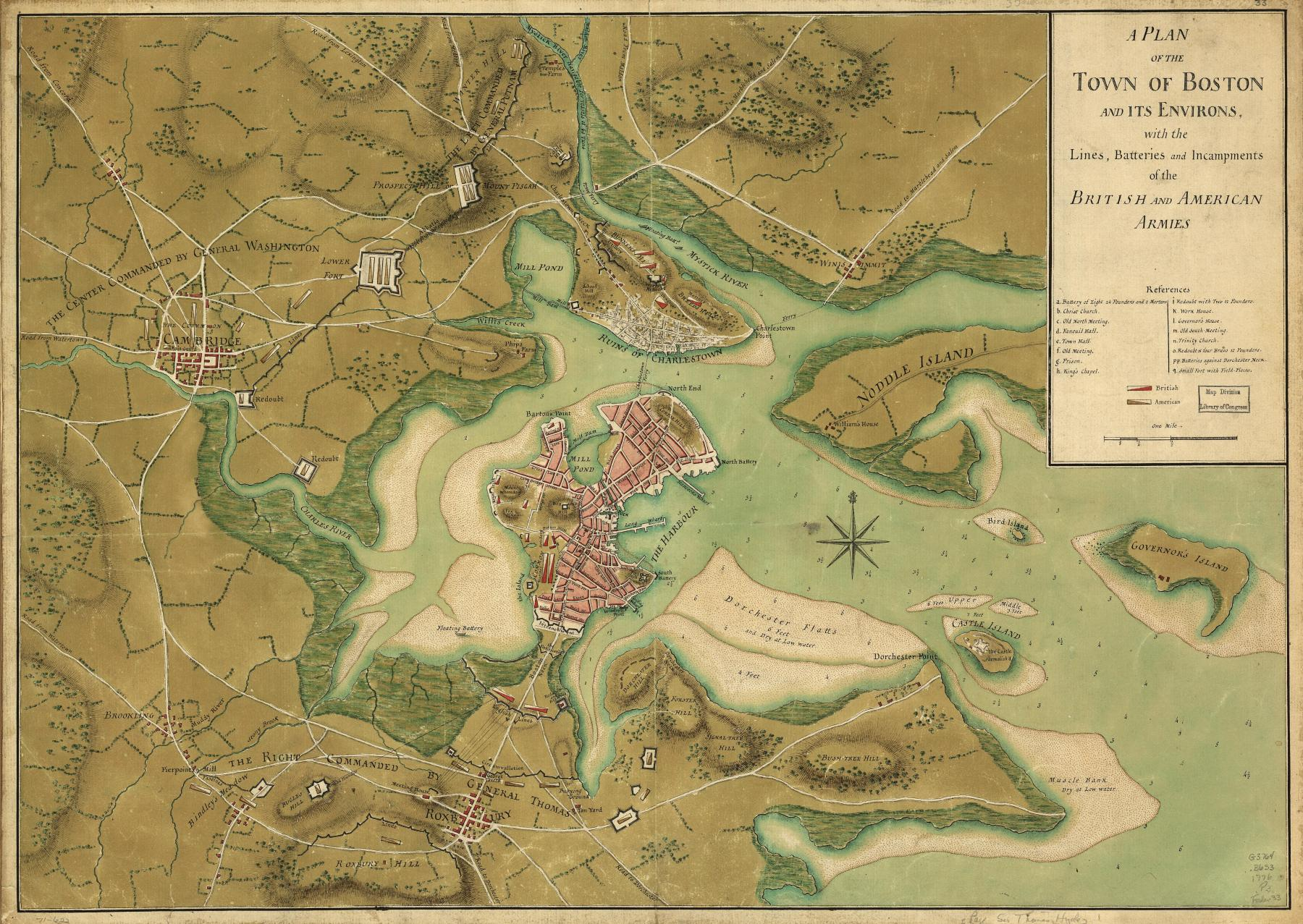
Carte du siège de Boston, en 1776. Les collines de Dorchester Heights sont situées au sud-est de la ville.

La fortification de Dorchester Heights les 4 et 5 mars 1776 près de Boston, est une action décisive du début de la guerre d'indépendance américaine, précipitant la fin du siège de Boston en contraignant les Britanniques à évacuer la ville le 17 mars.
Le 4 mars, les troupes de l'Armée continentale sous le commandement de George Washington occupent Dorchester Heights, une série de petites collines dominant la ville et le port de Boston, et y déploient une puissante batterie d'artillerie. Le général William Howe, commandant des forces britanniques occupant la ville, envisage d'attaquer la position qui menace la ville et la flotte mouillée dans la rade. Mais, une tempête de neige contrariant ses plans, il décide finalement d'évacuer Boston le 17 mars et de rallier Halifax par la mer.

## Les canons de Fort Ticonderoga

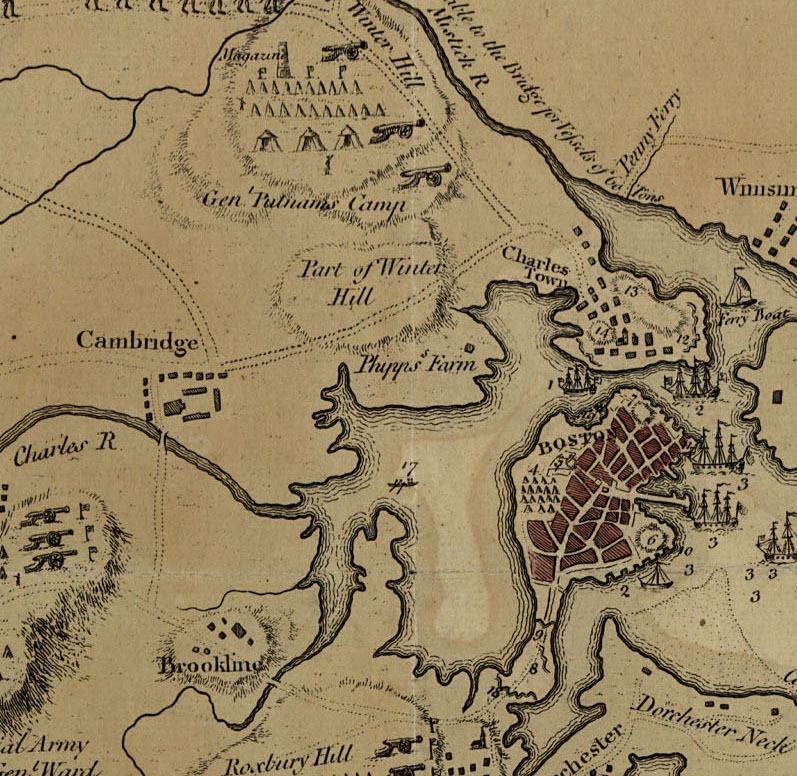
Carte représentant les campements des armées présentes au siege de Boston

Le siège de Boston débute le 19 avril 1775, dans la foulée de la bataille de Lexington et Concord. Benedict Arnold, commandant la milice du Connecticut, déclare au comité de sécurité du Massachusetts que des canons et des provisions militaires étaient gardés au Fort Ticonderoga et propose sa capture. Nommé colonel de la milice le 3 mai, Allen lève des troupes qu'il joint aux Green Mountain Boys d'Ethan Allen. Le 10 mai le fort est capturé.
Le colonel Henry Knox propose d'utiliser ces canons pour appuyer le siège de Boston. Il arrive en novembre à Ticonderoga et transporte les 60 tonnes d'équipements pendant les 3 mois de l'hiver 1775-1776, par bateaux ou des chariots tirés par des bœufs, des chevaux ou des hommes sur des rivières à moitié gelées, des routes et à travers les forêts et marais des Berkshires,. Pour l'historien Victor Brooks, il s'agit « d'un des exploits les plus prodigieux de toute la guerre. »

## Dorchester Heights
L'état-major britannique, et en premier lieu William Howe, était conscient de l'importance de Dorchester Heights qui, tout comme les collines de la péninsule de Charlestown, domine la baie de Boston. Ce port est vital pour les Britanniques, la Royal Navy assurant le ravitaillement des troupes assiégées. Au début du siège, les Britanniques planifient une attaque pour s'emparer de ces collines, commençant par celles de Dorchester, qui offraient une meilleure vue sur le port que celles de Charlestown. Mais la fuite du plan britannique auprès des insurgés conduit Howe à revoir son plan et à attaquer les collines de Charlestown le 17 juin.

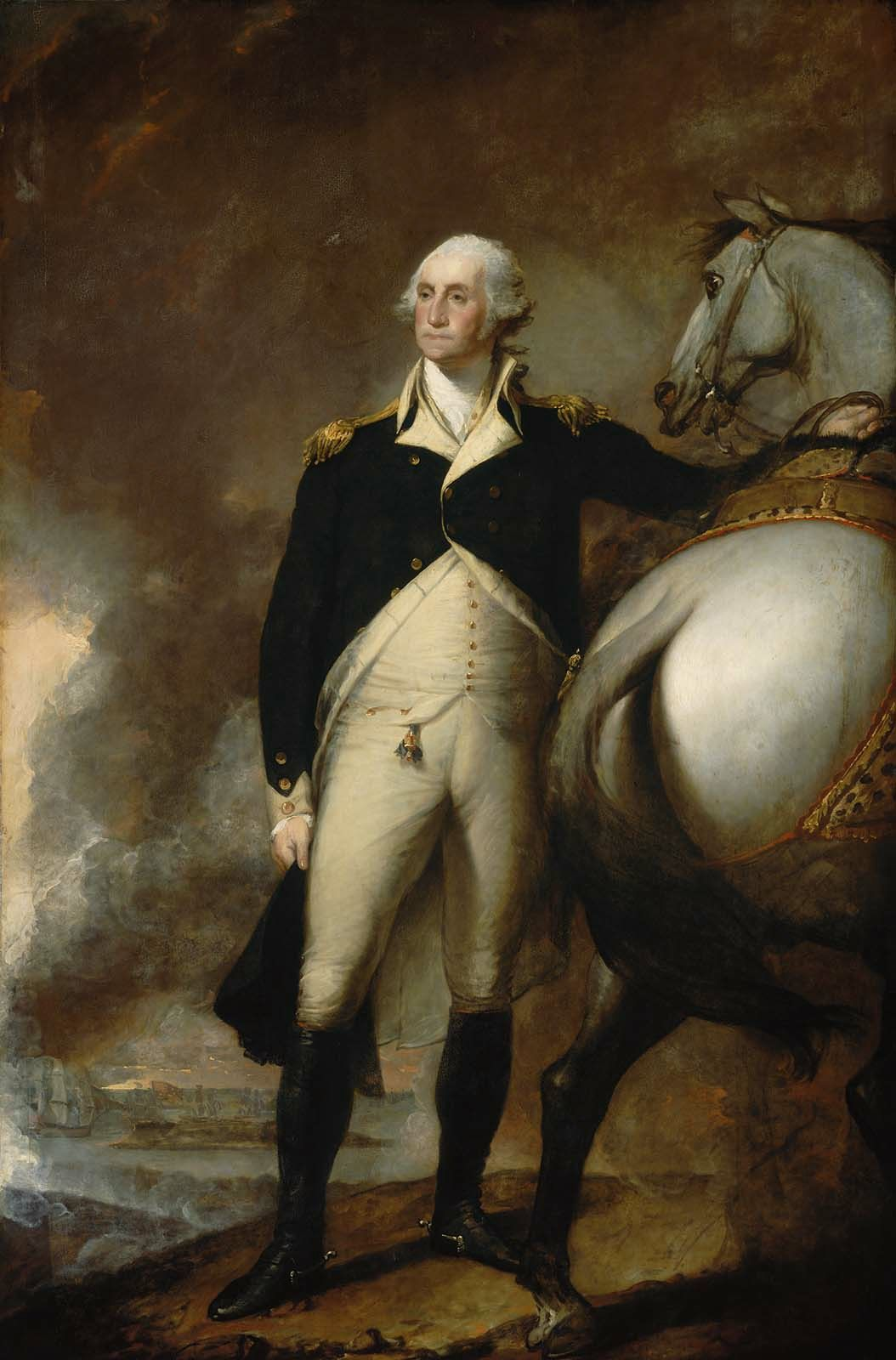
George Washington à Dorchester Heights, par Gilbert Stuart, 1806

Quand Washington prend le commandement du siège en juillet 1775, il envisage la prise des Dorchester Heights inoccupées mais finit par renoncer, considérant que l'armée américaine n'était pas prête à faire face à une attaque britannique de la position. Un nouveau projet est discuté en février 1776 mais le comité de sécurité refuse, pensant que les forces britanniques sont trop nombreuses et que les munitions comme la poudre sont en quantité insuffisante pour justifier une action à ce moment. Mais à la fin du mois, Henry Knox arrive avec l'artillerie, les munitions et les obus transportés depuis Fort Ticonderoga. Pour Washington, l'heure est venue d'agir.

## Fortification
Washington déploie dans un premier temps les canons lourds de Ticonderoga à la pointe de Lechmere et sur Cobble Hill à Cambridge et sur Lamb's Dam à Roxbury. Pour faire diversion avant d'engager le mouvement vers Dorchester Heights, il ordonne à ces batteries d'ouvrir le feu sur la ville dans la nuit du 2 mars. Les Britanniques répondent, sans que cet échange ne fasse d'importants dégâts de part et d'autre. La canonnade reprend la nuit suivante, pendant que les préparatifs pour la prise des collines se poursuivent.
Au cours de la nuit du 4 mars, les batteries américaines ouvrent à nouveau le feu pendant que les 2 000 soldats du général John Thomas s'emparent en silence des collines, transportant le matériel nécessaire à leur fortification. Ils installent des balles de foin pour masquer le bruit des travaux. Toute la nuit, les soldats creusent des emplacements pour les canons. Le général Washington est présent, leur prodigue un soutien moral et leur rappelle que le 5 mars marque le sixième anniversaire du massacre de Boston. À 4 heures du matin, les retranchements étaient suffisamment avancés pour résister aux tirs d'armes légères et à la mitraille. Des abattis sont édifiés pour ralentir toute avancée des troupes britanniques. Des tonneaux ont été remplis de pierres pouvant être déversées sur d'éventuels assaillants.
Selon Washington, Howe avait la possibilité de fuir ou bien de tenter d'enlever les positions, dans une action similaire à la bataille de Bunker Hill, désastreuse pour les Britanniques en dépit de leur victoire. Si Howe tentait une attaque contre Dorchester Heights, Washington lancerait ses troupes sur Boston depuis Cambridge. À cet effet, il prépare des batteries d'artillerie flottante et des embarcations en nombre suffisant pour transporter 3 000 hommes.

## Réaction britannique
L'amiral Molyneux Shuldham, commandant de la flotte britannique, déclare que sa flotte est en danger si les collines ne sont pas prises. William Howe et son état-major prennent la décision d'attaquer Dorchester Heights, prévoyant d'envoyer 2 400 hommes sur les collines à la faveur de l'obscurité pour attaquer les positions américaines. Averti des intentions britanniques, Washington renforce ses lignes, les portant à 6 000 hommes. Cependant, une tempête de neige se déclare dans l'après-midi du 5 mars, contrecarrant toute tentative pendant plusieurs jours. Une fois la tempête calmée, Howe revient sur ses intentions, considérant qu'il était préférable de préserver son armée pour continuer le combat ailleurs que de tenter de conserver Boston.
Howe informe Washington, par le biais d'intermédiaires, que Boston ne serait pas totalement détruite si les Américains laissaient les Britanniques évacuer la ville sans être inquiétés. Après plusieurs jours d'activité et de mauvais temps, les forces britanniques appareillent de Boston vers Halifax, en Nouvelle-Écosse, emportant avec eux plus d'un millier de civils loyalistes.

## Postérité

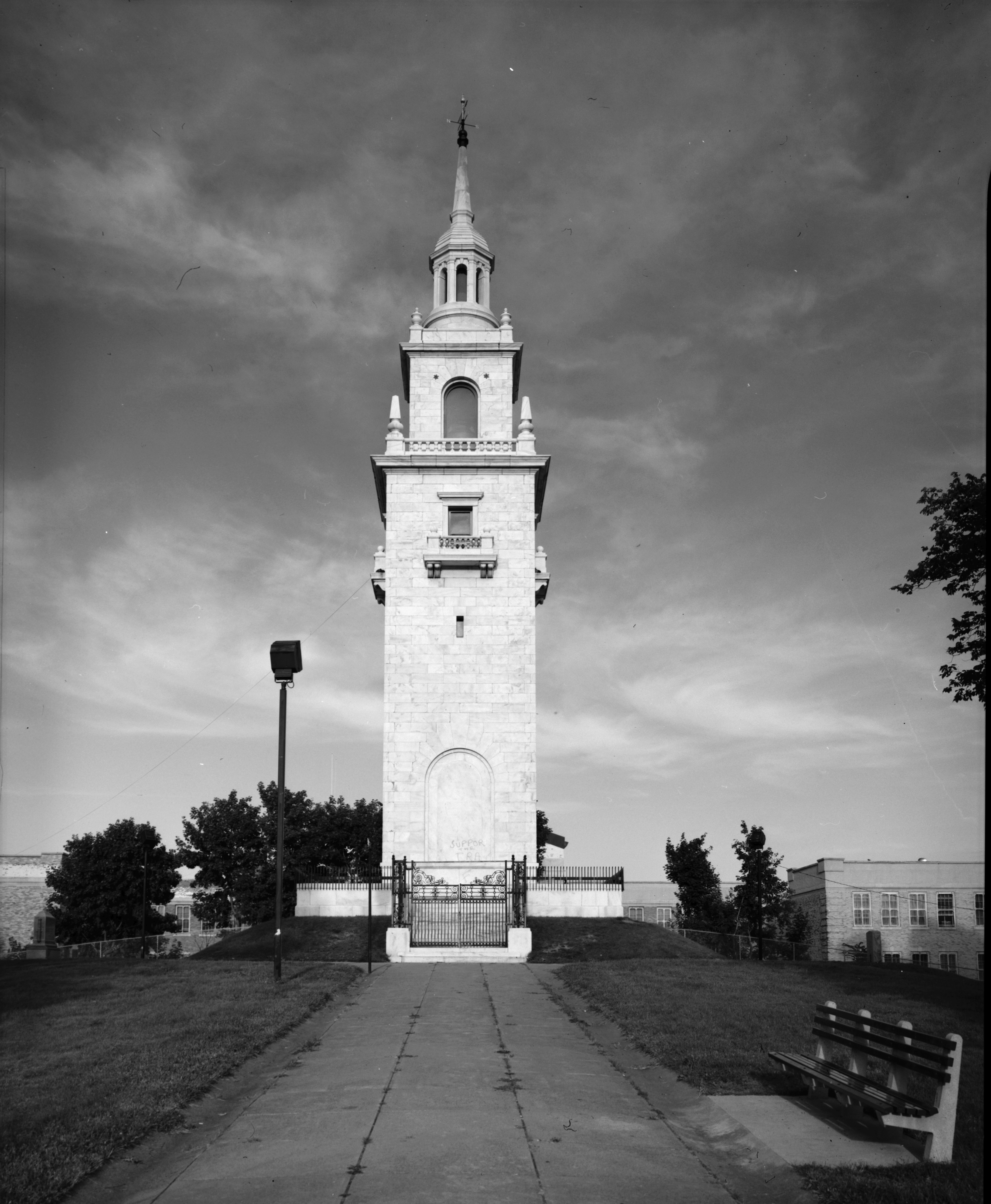
Dorchester Heights Monument.

Les fortifications de Dorchester Heights perdurent jusqu'à la fin de la guerre, puis sont abandonnées. Durant la guerre anglo-américaine de 1812, la position est à nouveau occupée et fortifiée pour prévenir une attaque britannique. À la fin du XIXe siècle, les collines sont arasées et servent à la poldérisation de Boston.
En 1902, à la suite d'un nouvel intérêt pour l'histoire locale, un monument est édifié sur une butte subsistante dans ce qui est devenu le quartier de South Boston. La journée du 17 mars est un jour férié dans le comté de Suffolk – qui comprend la région de Boston – sous le nom d'Evacuation Day.
Le site est inscrit depuis 1966 au Registre national des lieux historiques.